# 江副貴紀
江副 貴紀（えぞえ たかのり、1998年5月13日 - ）は、日本の俳優。福岡県出身。ワンピースエンターテイメント所属。

## 略歴
G=BOYSに加入
- ミュージカル『テニスの王子様』3rdシーズン に大石秀一郎役として舞台初出演を果たす。

## 人物
- 身長176cm、体重60kg。
- 足のサイズは27.5cm。
- 趣味は味噌汁研究。味噌汁に合うトッピング具材を探すのが生きがい。
- 特技はピアノ、書道、バスケ。
- イルカが好き過ぎて、幼少期はイルカの調教師になるのが夢だった。
- 味噌汁のトッピングで好きなのは揚げと茄子
- 舞台共演者と結成したみそしる部では部長を、タピオカ部では副部長をつとめている。
- 緑茶(りょくちゃ)を「みどりちゃ」と読んでいる。
- 幼少期にピアノの発表会の前に骨折をしてしまい欠席となりかけたが頼み込んで片手のみで演奏した。

## 出演

### 舞台
- ミュージカル『テニスの王子様』3rdシーズン（2018年 - 2020年）大石秀一郎 役[2][3]
  - Dream Live 2018（2018年5月21日、横浜アリーナ） - 夜公演（千秋楽）のみ
  - 全国大会 青学vs氷帝（2018年7月12日 - 9月24日、TOKYO DOME CITY HALL 他）
  - TEAM Party SEIGAKU・HIGA（2018年10月17日 - 28日、AiiA 2.5 Theater Tokyo 他）
  - テニミュ文化祭（2018年11月23日 - 24日、池袋・サンシャインシティ ワールドインポートマートビル4階 展示ホールA）
  - 青学vs四天宝寺（2018年12月20日 - 2019年2月17日、日本青年館ホール 他）
  - 全国大会 青学vs立海 前篇（2019年7月11日 - 9月29日、TOKYO DOME CITY HALL 他）
  - 秋の大運動会 2019（2019年10月8日 - 9日、横浜アリーナ）[4]
  - 全国大会 青学vs立海 後篇（2019年12月19日 - 2020年2月16日、TOKYO DOME CITY HALL 他）
- 超青春合唱コメディ『SING!』
  - -2020-（2020年8月27日 - 30日、ヒューリックホール東京）村雨タクミ 役[5]
  - -空の青と海の青と僕らの学校-（2021年9月29日 - 10月3日、新国立劇場 小ホール）高野紘一 役[6][7][8]
  - -空の青と海の青と僕らの学校-（2022年1月14日・15日、アルモニーサンク 北九州ソレイユホール）高野紘一 役[9][10]
- ミュージカル「スタミュ」スピンオフ team楪＆team漣 単独公演「Storytellers」（2020年12月5日 - 12月13日、シアター1010 / 12月18日 - 12月20日、品川プリンスホテル ステラボール）蟻坂和臣 役[11][12][13][14]
- アイドルステージシリーズ（2021年 - 2022年）富蛇野仁 役
  - 『プライムーン』（2021年1月27日 - 2月7日・2月24日 - 3月7日、Mixalive TOKYO Theater Mixa）[15][16]
  - 『GS382 ―暁の章―』（2021年12月9日 - 26日、Mixalive TOKYO Theater Mixa）[17]
  - 『プライムーン＆GS382 ―2022年に愛を込めて―』（2022年5月12日 - 21日、品川プリンスホテル クラブeX）[18]
- 特殊ミステリー歌劇「心霊探偵八雲」-思考のバイアス-（2023年3月2日 - 21日、Mixalive TOKYO Theater Mixa）花菱 役
- バンブー・サマー2024（2024年3月20日 - 31日、劇場MOMO）[19]
- The Smoke Shelter Produce #3『ダ・ビング・ハロウ』（2024年11月22日 - 26日、シアターグリーン BOX in BOX THEATER）[20]
- The Smoke Shelter プロデュース #4『BELOVED』（2025年6月29日・30日、AI・HALL / 7月5日 - 13日、恵比寿・エコー劇場）[21]
- ミュージカル『PandoraHearts』（2025年11月7日 - 16日〈予定〉、シアターH）[22]

### イベント

#### 2018年
- ミュージカル『テニスの王子様』3rdシーズン Dream Live 2018 （2018年5月20日、横浜アリーナ）- 10代目 大石 秀一郎 役
- 『許斐剛☆パーフェクトLIVE～一人オールテニプリフェスタ2018～』（2018年6月10日、パシフィコ横浜 国立大ホール）- 10代目 大石 秀一郎 役
- ジャンプフェスタ 2019（2018年12月22日、幕張メッセ 国際展示場）10代目 大石 秀一郎 役

#### 2019年
- ミュージカル『テニスの王子様』3rdシーズン 青学vs氷帝 Blu-ray&DVD 発売記念イベント（2019年5月16日、東京近郊）
- ミュージカル『テニスの王子様』3rdシーズン 青学vs四天宝寺 Blu-ray&DVD 発売記念イベント（2019年8月25日、東京近郊）
- 阿久津仁愛1stソロイベント『にちかの絵日記』（2019年5月3日、東京カルチャーカルチャー）ゲスト出演

#### 2020年
- 「ワンフェス！」（2020年11月28日、シダックスカルチャーホール）

### テレビ番組
- 人生が変わる1分間の深イイ話（2019年11月11日、日本テレビ）

### 雑誌
- ジャンプＳＱ（2018年6月4日発売）
- Prince of STAGE（2019年7月22日発売）
- おうちですごそう with 2.5次元男子（2020年8月28日発売）
- 週刊女性「パラスポーツに挑戦してみた！」（2019年11月19日発売）